# Klemm Kl 25
Klemm L.25, depois Klemm Kl 25, foi uma aeronave alemã de treino e desportiva, desenvolvida em 1928. Mais de 600 exemplares foram construídos, e as suas licenças foram exportadas para o Reino Unido e Estados Unidos.